# Anthony Waters
Anthony Waters   (Raj britànic, 10 d'abril de 1928 - Perth, 20 de novembre de 1987) fou un jugador d'hoquei sobre herba australià que va competir durant les dècades de 1950 i 1960.
El 1964 va prendre part en els Jocs Olímpics d'Estiu de Tòquio, on guanyà la medalla de bronze en la competició d'hoquei sobre herba.